# Monti Ogilvie
I Monti Ogilvie sono una catena montuosa dell'America settentrionale, appartenenti alla Cordigliera Nordamericana. 
Questi monti si trovano nello Yukon, in Canada e su di essi si trovano le sorgenti di numerosi fiumi, fra i quali il Blackstone, il Klondike, il McQuesten, il Peel, l'Ogilvie, il Porcupine e il Beaver.